# Theresa Griffin
Theresa Griffin, baronessa Griffin di Princethorpe (Coventry, 11 dicembre 1962), è una politica britannica.

## Biografia
Griffin ha studiato all'Università di Lancaster. Negli anni '90 è stata consigliere comunale di Liverpool. Europarlamentare dal 2014 al 31 gennaio 2020, ha fatto parte della Commissione per l'industria, la ricerca e l'energia e della delegazione presso la Commissione di cooperazione parlamentare UE-Russia.
Il 16 gennaio 2025, viene fatta pari a vita come baronessa Griffin di Princethorpe, di Princethorpe nella contea del Warwickshire, sedendo di conseguenza alla Camera dei lord.